# 4 décembre
Pour les articles homonymes, voir Quatre-Décembre.
4 novembre 4 janvier
Chronologies thématiques
- Croisades
- Ferroviaires
- Sports
- Disney
- Anarchisme
- Catholicisme

Abréviations / Voir aussi
- (° 1852) = né en 1852
- († 1885) = mort en 1885
- a.s. = calendrier julien
- n.s. = calendrier grégorien
- Calendrier
- Calendrier perpétuel
- Liste de calendriers
- Naissances du jour

Le 4 décembre est le 338e jour de l'année du calendrier grégorien, 339e lorsqu'elle est bissextile. Il reste 27 jours avant la fin de l'année.
C'était généralement l'équivalent du 14 frimaire du calendrier républicain français, officiellement dénommé jour du sapin.

## Événements

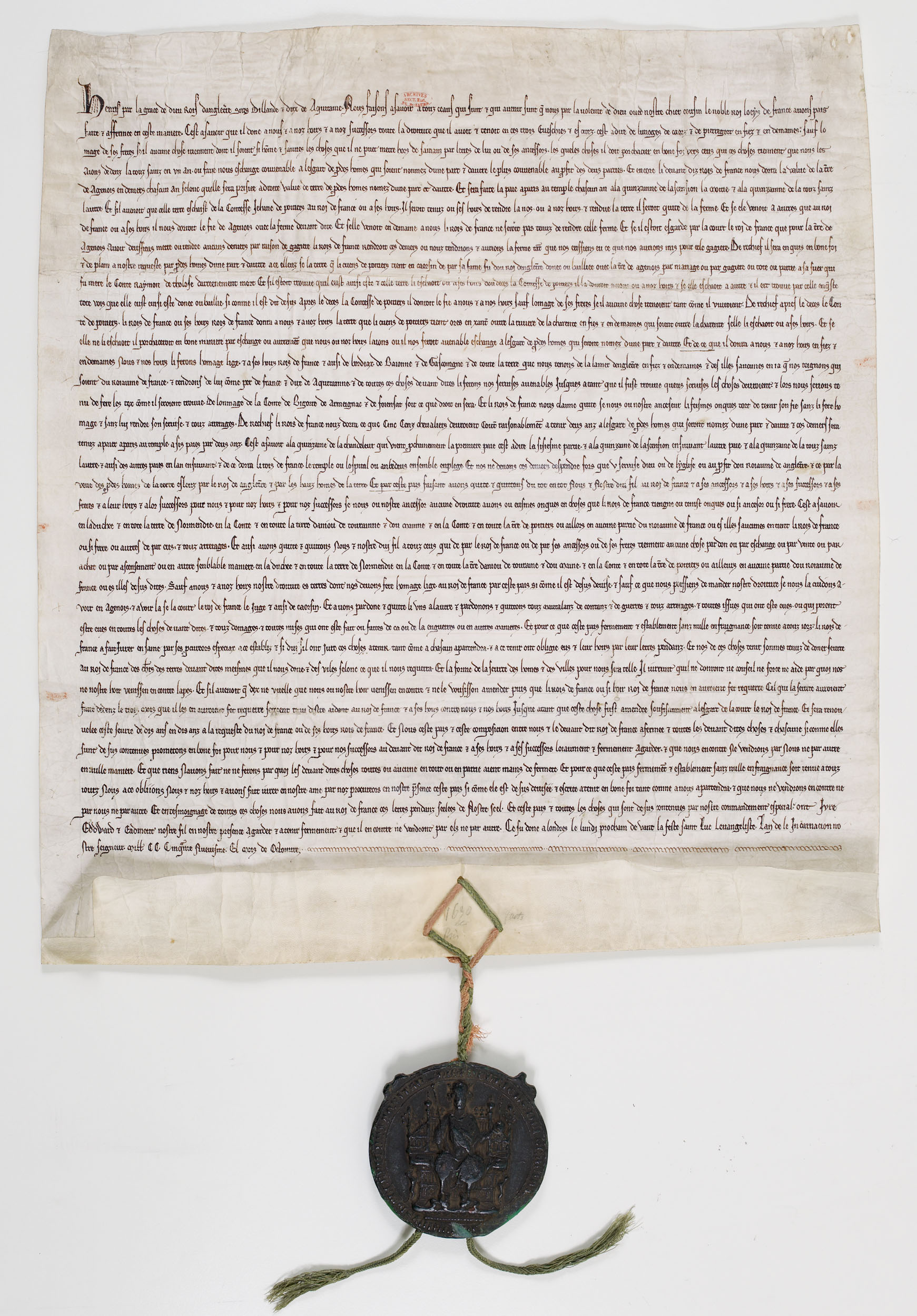
L'acte original du traité de Paris de 1259.

### VIIIesiècle
- 771 : à la mort de son jeune frère Carloman, corégent, Charles devient le seul maître du royaume franc.

### XIIesiècle
- 1110 : fin du siège de Sidon.
- 1137 : mort de Lothaire II, empereur du Saint-Empire romain germanique. Sur le trône impérial lui succède son adversaire, Conrad III de Hohenstaufen.

### XIIIesiècle
- 1259 : ratification du traité de Paris, entre Henri III d'Angleterre et Louis IX de France (document ci-contre).

### XIVesiècle
- 1370 : victoire de Du Guesclin, à la bataille de Pontvallin.

### XVIesiècle
- 1533 : en Russie, âgé de trois ans, Ivan IV succède, comme tsar, à son père Vassili III.

### XVIIesiècle
- 1642 : Richelieu meurt à midi.
- 1676 : victoire suédoise décisive à la bataille de Lund, pendant la guerre de Scanie.

### XVIIIesiècle
- 1795 : bataille de Saint-James, pendant la Chouannerie.

### XIXesiècle
- 1808 : Napoléon Bonaparte entre dans Madrid.
- 1829 : "aux Indes", William Cavendish-Bentinck interdit le sacrifice des veuves, ou sati.
- 1851 : après son coup d'État deux jours auparavant, Louis-Napoléon Bonaparte écrase un soulèvement républicain à Paris.
- 1864 : victoire de Judson Kilpatrick, à la bataille de Waynesboro, pendant la guerre de Sécession.
- 1871 : une loi monétaire prussienne institue le mark comme monnaie unique de l'Empire allemand.
- 1884 : révolution Kapsin en Corée, provoquée par les élites progressistes.

### XXesiècle
- 1942 : la Carlson's patrol prend fin, lors de la bataille de Guadalcanal.
- 1972 : au Honduras, renversement du président Ramón Ernesto Cruz Uclés par le général Oswaldo López Arellano.
- 1975 : la République démocratique populaire du Laos est proclamée.
- 1977 : Jean Bédel Bokassa se couronne "empereur de Centrafrique".
- 1981 : création de l'Intelligence Community, aux États-Unis.
- 1982 : adoption d'une nouvelle constitution en "République populaire de Chine".
- 1999 : mariage du prince Philippe de Belgique et de Mathilde d'Udekem d'Acoz.

### XXIesiècle
- 2005 : Charles Konan Banny, gouverneur de la Banque centrale des États de l'Afrique de l'ouest (BCEAO), est désigné comme Premier ministre de la Côte d'Ivoire par les médiateurs Olusegun Obasanjo, président de l’Union africaine et du Nigeria, et Thabo Mbeki, président de l’Afrique du Sud, à l'issue de leur visite à Abidjan.
- 2013 : 
  - Xavier Bettel devient Premier ministre du Luxembourg, dirigeant le second gouvernement sans conservateurs depuis la guerre.
  - Didier Burkhalter est élu président de la Confédération suisse.
- 2016 :
  - l'écologiste Alexander Van der Bellen est élu Président de l'Autriche, aux dépens de son dernier adversaire en lice, venu quant à lui de l'extrême-droite.
  - Élection présidentielle en Ouzbékistan.

- - Référendum constitutionnel en Italie.
- 2017 : mort de l’ancien président de la République du Yémen, Ali Abdallah Saleh, lors de la bataille de Sanaa contre les Houthis.
- 2020 : au Monténégro, l'approbation du gouvernement du Premier ministre conservateur Zdravko Krivokapić (photo) met fin à trois décennies de domination socialiste[1].
- 2021 : en Gambie, l'élection présidentielle a lieu afin d'élire le président de la République pour un mandat de cinq ans. Il s'agit de la première élection présidentielle libre et compétitive depuis l'indépendance du pays en 1965. Et c'est Adama Barrow qui remporte le scrutin[2].

- 2024 : en France, le gouvernement dirigé par Michel Barnier (photo) est renversé par une motion de censure[3].

## Arts, culture et religion

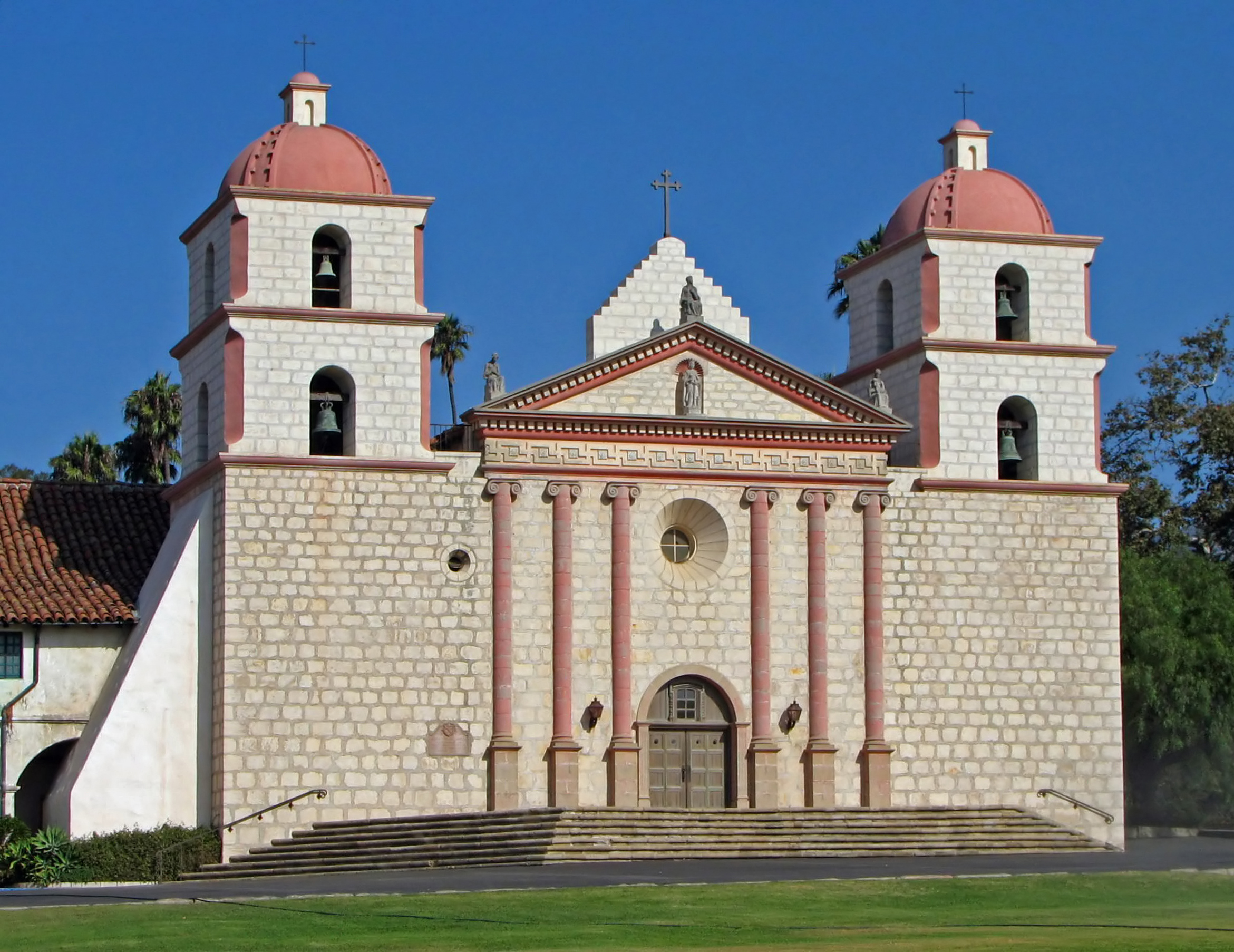
Chapelle de la mission Santa Barbara

- 1154 : élection du pape Adrien IV (Nicolas Breakspear, de son vrai nom).
- 1563 : clôture du concile œcuménique de Trente.
- 1786 : fondation de la mission Santa Barbara.
- 1884 : première publication des Aventures de Huckleberry Finn, par Mark Twain.
- 1926 : inauguration du nouveau bâtiment du Bauhaus, transféré à Dessau-Roßlau.
- 1964 : sortie de l'album musical Beatles for Sale, au Royaume-Uni.
- 1980 : le groupe de rock Led Zeppelin se dissout.

## Sciences et techniques

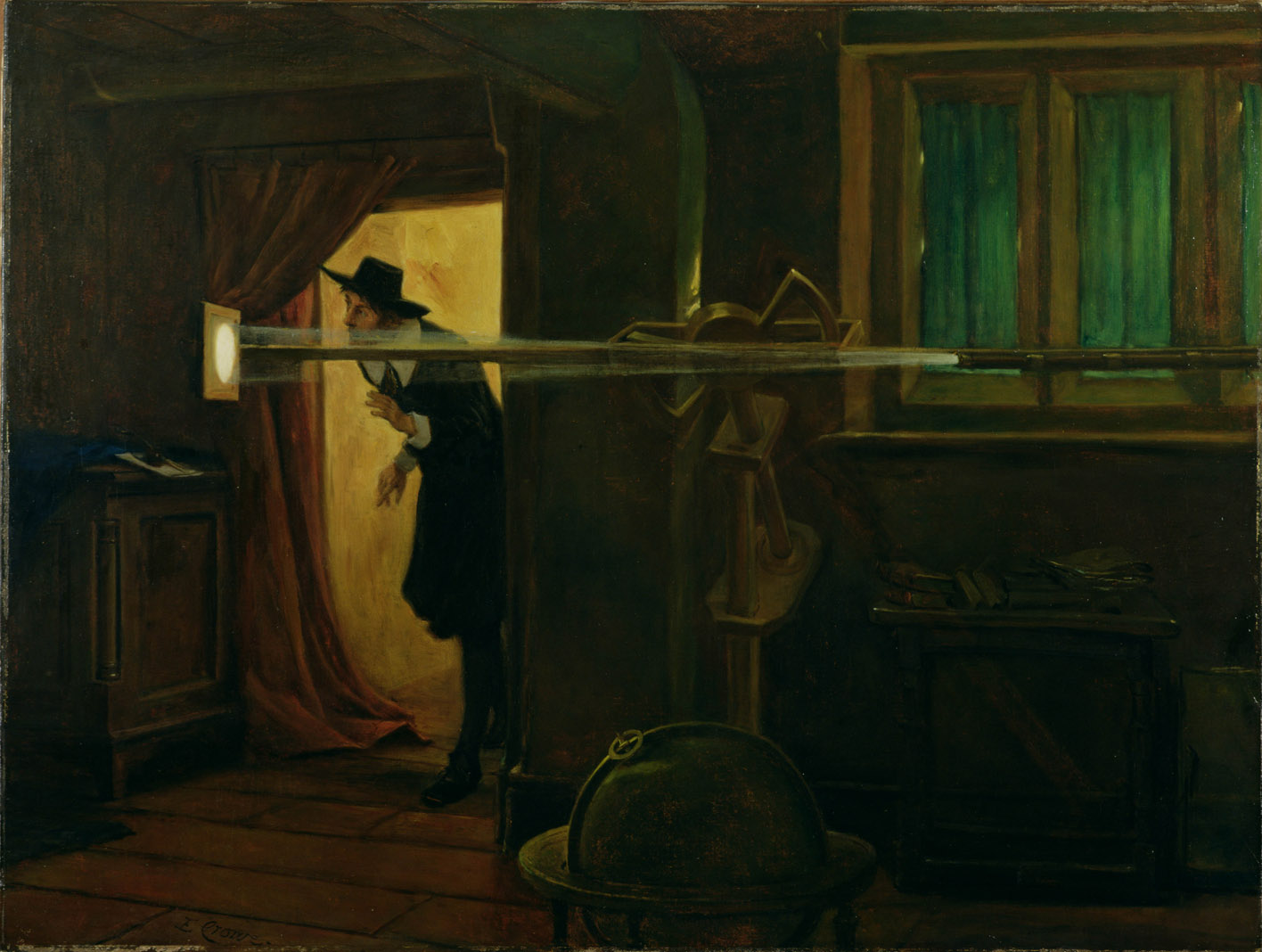
Tableau représentant la première observation du transit de Vénus.

- 1639 : première observation d'un transit de Vénus.
- 1996 : lancement de Mars Pathfinder.
- 2018 : la mission de la NASA OSIRIS-REx atteint l’astéroïde Bénou.

## Économie et société
- 1791 : The Observer est le premier journal du dimanche au monde.
- 1868 : ouverture du procès des empoisonneuses de Marseille.
- 1872 : le Mary Celeste est découvert abandonné au large des Açores.
- 1909 : inauguration du Grand Boulevard de la métropole de Lille.
- 1928 : arrestation de la banquière Marthe Hanau.
- 1952 : mise en place d'un anticyclone provoquant le grand smog de Londres.
- 1995 : le ministre français des sports et ancien athlète Guy Drut dévoile le nom du grand stade construit à Saint-Denis d'abord pour le Mondial de football de 1998 (finalement "Stade de France")[4].
- 2008 : une même équipe de braqueurs, qui s'en prendra fin 2016 à la starlette Kim Kardashian, dévalise, une deuxième fois depuis 2007, la prestigieuse joaillerie Harry Winston, avenue Montaigne à Paris, avec la complicité d'un vigile (900 bijoux volés, pour 79 millions d'Euros, dont 279 pièces retrouvées depuis ; les auteurs seront arrêtés et condamnés  à des peines allant jusqu'à 15 ans de prison pour les récidivistes)[5].

## Naissances

### XVIesiècle
- 1595 : Jean Chapelain, poète et critique français († 22 février 1674).

### XVIIesiècle
- 1646 : Alain Emmanuel de Coëtlogon, marin français († 6 juin 1730).

### XVIIIesiècle
- 1735 : Josephus Nicolaus Laurenti, médecin et naturaliste autrichien († 17 février 1805).
- 1750 : Henri Grégoire, évêque constitutionnel et homme politique français († 28 mai 1831).
- 1795 : Thomas Carlyle, historien et critique britannique († 5 février 1881).

### XIXesiècle
- 1808 : Ernest Panckoucke, imprimeur, libraire et éditeur français († 5 janvier 1886).
- 1835 : Samuel Butler, écrivain britannique († 18 juin 1902).
- 1855 : Charles de Samblanx, relieur belge († 5 décembre 1943).
- 1856 : Constance Stone, médecin australienne († 29 décembre 1902).
- 1865 : Edith Cavell, infirmière britannique († 12 octobre 1915).
- 1866 : 
  - Wassily Kandinsky, peintre français d'origine russe († 13 décembre 1944).
  - Herman Richir, peintre belge († 15 mars 1942).
- 1868 : Charles-Henri Dumesnil, officier de marine français († 29 décembre 1946).
- 1869 :  Henri Leclercq, théologien et historien de l'Église catholique franco-belge († 23 mars 1945).
- 1875 : Rainer Maria Rilke (René Karl Wilhelm Johann Josef Maria Rilke dit), poète autrichien († 30 décembre 1926).
- 1880 : Pedro Segura y Sáenz, cardinal espagnol, archevêque de Tolède de 1937 à 1957 († 8 avril 1957).
- 1888 : Mimie Wood, bibliothécaire et secrétaire néo-zélandaise († 25 août 1979).
- 1889 : 
  - Lloyd Bacon, cinéaste américain († 15 novembre 1955).
  - Abdelhamid Ben Badis, enseignant et figure emblématique du mouvement réformiste musulman algérien († 16 avril 1940).
- 1892 : Francisco Franco, général et dictateur espagnol, caudillo de l'Espagne de 1939 à 1975 († 20 novembre 1975).

### XXesiècle
- 1901 : Gabriel Despland, homme politique suisse († 27 janvier 1983).
- 1902 : Maurice Bayen, physicien français († 20 avril 1974).
- 1903 : William Irish (Cornell Woolrich dit), écrivain américain († 25 septembre 1968).
- 1904 : Herman Autrey, trompettiste et chanteur de jazz américain († 14 juin 1980).
- 1905 : Emílio Garrastazu Médici, homme politique et militaire brésilien, président de la République du Brésil († 9 octobre 1985).
- 1906 : Moysés Kuhlmann, botaniste brésilien († 12 janvier 1972).
- 1907 : Paul-Alexis Robic, poète franco-breton († août 1973).
- 1908 : Alfred Hershey, microbiologiste et généticien américain († 22 mai 1997).
- 1909 : Ester Annie Laurie « Bobbie » Heine, joueuse de tennis sud-africaine († 31 juillet 2016).
- 1910 : 
  - Alex North (Isadore Soifer dit), compositeur américain de musiques de films († 8 septembre 1991).
  - Ramaswamy Venkataraman, homme politique indien, ancien président de l'Inde († 27 janvier 2009).
  - Thelma White, actrice américaine († 11 janvier 2005).
- 1911 : Eva von Sacher-Masoch, aristocrate autrichienne († 22 mai 1991).
- 1912 : Gregory Boyington, pilote de chasse américain († 11 janvier 1988).
- 1913 : 
  - Claude Renoir, directeur de la photographie français († 5 septembre 1993).
  - Mark Robson, réalisateur et monteur d’origine québécoise († 20 juin 1978).
- 1914 : Fan Ming (Hao Keyong / 郝克勇 dit), général chinois, commandant de l'Armée populaire de libération chinoise († 23 février 2010).
- 1915 : Edward « Eddie » Heywood, Jr., pianiste et compositeur de jazz américain († 2 janvier 1989).
- 1917 : Paul Morelle, écrivain et journaliste français († 24 mai 2007).
- 1919 : Jean Bozzi, haut-fonctionnaire français († 9 janvier 2004).
- 1921 : Edna Mae « Deanna » Durbin, actrice et chanteuse américaine († 20 avril 2013).
- 1922 : Gérard Philipe (Gérard Philip dit), acteur français († 25 novembre 1959).
- 1923 : Fañch « François » Morvan, agriculteur et chanteur breton brittophone traditionnel des Frères Morvan ou Ar Vreudeur Morvan († 19 mai 2012).
- 1924 : 
  - Jacques Thébault, acteur français de doublage († 15 juillet 2015).
  - Toni Fisher (Marion Colleen Nolan dite), chanteuse américaine († 11 janvier 1999).
  - Jean Gratton, évêque québécois († 14 avril 2011).
- 1925 : Albert Bandura, psychologue canadien et professeur émérite († 26 juillet 2021).
- 1927 :
  - Gaetana « Gae » Aulenti, architecte (dont d'intérieur) et théoricienne italienne d'architecture († 31 octobre 2012).
  - René Fallet, écrivain et scénariste français († 25 juillet 1983).
  - William Labov, linguiste américain.
  - Rafael Sánchez Ferlosio, écrivain espagnol († 1er avril 2019).
- 1931 : 
  - Alexander Peter « Alex » Delvecchio, hockeyeur professionnel canadien.
  - Denise Marie Renée « Corinne » Marchand, actrice et chanteuse française.
- 1932 : 
  - Louis François Deguelt, chanteur français († 22 janvier 2014).
  - Michele Lupo, cinéaste italien († 27 juin 1989).
  - Roh Tae-woo, général et homme d'État sud-coréen († 26 octobre 2021).
- 1933 : 
  - Horst Buchholz, acteur allemand († 3 mars 2003).
  - Jean Renard, auteur-compositeur, réalisateur artistique et producteur français de chansons.
- 1934 : Victor French, acteur américain († 15 juin 1989).
- 1935 : Andréa Parisy, actrice française († 27 avril 2014).
- 1936 : Jacques Perrier, évêque catholique français, de Tarbes et Lourdes depuis 2012.
- 1938 : Richard Meade, cavalier britannique triple champion olympique († 8 janvier 2015).
- 1939 :
  - Freddy Cannon (Frederick Anthony Picariello dit), chanteur américain.
  - Étienne Mourrut, homme politique français († 19 octobre 2014).
- 1942 : 
  - Jean-Claude Lagrange, joueur de rugby à XV français.
  - André Laignel, homme politique français.
- 1944 :
  - Christopher « Chris » Hillman, chanteur et guitariste américain du groupe The Byrds.
  - Anna McGarrigle, auteur-compositrice et interprète québécoise.
  - Dennis Wilson, chanteur et musicien américain du groupe The Beach Boys († 28 décembre 1983).
- 1945 : Roberta Bondar, astronaute canadienne.
- 1948 : Danièle Hazan, actrice française de doublage († 12 février 2024).
- 1949 :
  - Jeffrey Leon « Jeff » Bridges, acteur américain.
  - Michel Pagé, homme politique québécois († 4 septembre 2013).
- 1951 :
  - Julio Robles, matador espagnol († 14 janvier 2001).
  - Gary Rossington, musicien américain du groupe Lynyrd Skynyrd.
- 1952 :
  - Farid Chopel, acteur français († 20 avril 2008).
  - Ronald Michael Sega, astronaute américain.
- 1953 :
  - Jean-Pierre Darroussin, acteur français.
  - Richard David « Rick » Middleton, hockeyeur professionnel canadien.
  - Jean-Marie Pfaff, footballeur belge.
- 1954 :
  - Gregory Hlady, acteur québécois d’origine ukrainienne.
  - Timothy Henry « Tony » Todd, acteur américain († 6 novembre 2024).
- 1955 :
  - Yasser Ayyash, archevêque de l'archéparchie de Jérusalem des Melkites.
  - Daniel Mach, homme politique français.
  - Olivier Caudron, musicien français († 17 janvier 2006).
  - David Andrew « Dave » Taylor, hockeyeur professionnel canadien.
  - Cassandra Wilson, chanteuse de jazz américaine.
- 1957 :
  - Raul Boesel, pilote de F1 et de courses automobile d'endurance brésilien.
  - Jean-Jacques Amsellem, réalisateur de télévision français.
- 1958 : Renata Kokowska, athlète polonaise.
- 1960 : 
  - Glynis Nunn, athlète australienne championne olympique d'heptathlon.
  - Wang Yifu, tireur sportif chinois double champion olympique.
- 1963 : 
  - Françoise Cadol, actrice française de doublage, voix de Sandra Bullock.
  - Sergueï Bubka (Сергій Назарович Бубка), perchiste ukrainien.
- 1964 :
  - Jean-Michel Blanquer, ministre français de l'éducation nationale, depuis 2017.
  - Sertab Erener, chanteuse de musique pop turque.
  - Marisa Tomei, actrice américaine.
- 1965 : Lodewijk Johannes « Rob » Harmeling, cycliste sur route néerlandais.
- 1968 : Michael Ray « Mike » Barrowman, nageur américain.
- 1969 : 
  - Jay-Z (Shawn Corey Carter dit), rappeur et homme d'affaires américain.
  - Patrick Masbourian, animateur de radio et de télé québécois.
  - Didier Mollard, sauteur à ski français.
- 1971 : Aymeric Caron, journaliste français.
- 1972 :
  - Jassen Cullimore, hockeyeur professionnel canadien.
  - Howard Eisley, basketteur américain.
- 1973 : Tyra Banks, actrice américaine.
- 1974 :
  - Anke Huber, joueuse de tennis allemande
  - Avril (Frédéric Magnon dit), musicien et compositeur français de musique électronique.
- 1976 :
  - Kristina Groves, patineuse de vitesse canadienne.
  - David « Dave » Thomas, basketteur canadien.
- 1978 : Lars Bystøl, sauteur à ski norvégien.
- 1980 : Antón Cortés (Antonio Cortés Varga dit), matador espagnol.
- 1983 : Pieter-Jan van Lill, joueur de rugby namibien.
- 1984 :
  - Fabrice Jeandesboz, cycliste sur route français.
  - Bobby Anthony Walker, basketteur américain.
- 1985 :
  - Carlos Gómez, joueur de baseball professionnel dominicain.
  - Sahar Moghadass, chanteuse, musicienne et danseuse iranienne.
  - Martín Rodríguez Gurruchaga, joueur de rugby argentin.
- 1986 : Martell Webster, basketteur américain.
- 1987 : Orlando Jones, acteur américain.
- 1988 : Rémy Grosso, joueur de rugby à XV et de rugby à sept français.
- 1991 : 
  - Lomepal, rappeur et chanteur français.
  - Max Holloway, pratiquant américain de MMA.
- 1992 : Jin, chanteur sud-coréen.
- 1994 :
  - Déborah Lukumuena, actrice française.
  - Leandro Trossard, footballeur belge.
- 1996 : Diogo Jota, footballeur portugais.
- 1997 : Maxime Lopez, footballeur français.

## Décès

### VIIIesiècle
- 749 : Jean Damascène, théologien chrétien (° vers 676).
- 771 : Carloman Ier, roi des Francs de 768 à 771, frère de Charlemagne (° 751).

### XIIesiècle
- 1131 : Omar Khayyam (عمر خیام), philosophe, mathématicien et astronome perse (° 18 juin 1048).
- 1137 : Lothaire II, ou III, du Saint Empire ou de Supplinbourg, duc de Saxe, roi des Romains, empereur du Saint-Empire romain germanique (° juin 1075).

### XIIIesiècle
- 1214 : Guillaume Ier le Lion, roi d'Écosse de 1165 à 1214 (° vers 1143).

### XIVesiècle
- 1334 : Jean XXII (Jacques Duèze), 196e pape de l’Église catholique, de 1316 à sa mort en Avignon (° 1244).
- 1341 : Janislaw, prélat polonais, archevêque de Gniezno de 1317 à 1341 (° date inconnue).

### XVesiècle
- 1456 : Charles Ier, duc de Bourbon et duc d'Auvergne de 1434 à 1456 (° 1401).

### XVIIesiècle
- 1623 : Jerôme de Angelis, missionnaire italien, brûlé vif à Nagasaki (° 1567).
- 1642 : Armand Jean du Plessis de Richelieu, cardinal et homme d'État français (° 9 septembre 1585).
- 1679 : Thomas Hobbes, philosophe anglais (° 5 avril 1588).
- 1696 : Meishō (明正天皇), impératrice du Japon de 1629 à 1643 (° 9 janvier 1624).

### XVIIIesiècle
- 1749 : Claudine Guérin de Tencin, femme de lettres et salonnière française (° 27 avril 1682).

### XIXesiècle
- 1867 : Engelbert Sterckx, cardinal belge, archevêque de Malines de 1832 à 1867 (° 2 novembre 1792).
- 1868 : Cúchares (Francisco Arjona Herrera dit), matador espagnol (° 20 mai 1818).
- 1886 :
  - Charles Nicolas Friant, militaire français (° 3 janvier 1818).
  - Johann Georg Meyer, peintre allemand (° 28 octobre 1813).
  - Natalis de Wailly, historien, archiviste et bibliothécaire français (° 10 mai 1805).
  - Godefroid Xhrouet, commerçant belge (° 20 janvier 1833).
- 1893 : Eugenio Ruspoli, explorateur et naturaliste italien (° 6 janvier 1866).

### XXesiècle
- 1902 : Charles Dow, journaliste financier américain (° 6 novembre 1851).
- 1923 : Maurice Barrès, écrivain et homme politique élu à l'Académie française en 1906 (° 17 août 1862)
- 1927 : Alexander Kolowrat-Krakowsky, producteur de cinéma autrichien (° 29 janvier 1886).
- 1934 : Albert Besnard, peintre et graveur français (° 2 juin 1849).
- 1945 : Thomas Hunt Morgan, généticien américain, prix Nobel de physiologie ou médecine en 1933 (° 25 septembre 1866).
- 1952 : André Lefaur, acteur français (° 2 juillet 1879).
- 1968 : Archie Mayo (Archibald L. Mayo dit), réalisateur américain de cinéma (° 29 janvier 1891).
- 1969 : Fred Hampton, activiste du mouvement Black Panther (° 30 août 1948).
- 1975 : Johanna « Hannah » Arendt, philosophe allemande (° 14 octobre 1906).
- 1976 : 
  - Thomas Richard « Tommy » Bolin, guitariste de rock américain du groupe Deep Purple (° 1er août 1951).
  - Benjamin Britten, compositeur britannique (° 22 novembre 1913).
- 1979 : Maurice Dorléac, comédien français (° 26 mars 1901).
- 1980 :
  - Francisco Sá Carneiro, homme politique et avocat portugais, Premier ministre du Portugal en 1980 (° 19 juillet 1934).
  - Édouard Ramonet, homme politique français, ministre du Commerce et de l’Industrie de 1958 à 1959 (° 14 septembre 1909).
- 1987 : Rouben Mamoulian, cinéaste américain d'origine géorgienne (° 8 octobre 1897) .
- 1993 : Frank Zappa, chanteur, compositeur et guitariste américain (° 21 décembre 1940).
- 1995 : Robert Parrish, réalisateur américain (° 4 janvier 1916).
- 1997 :
  - Richard Vernon, acteur britannique (° 7 mars 1925).
  - Joseph Wolpe, psychiatre américain (° 20 avril 1915).
- 1998 : Henry d'Anty, peintre français (° 8 septembre 1910).
- 1999 : 
  - André Hambourg, peintre français (° 4 mai 1909).
  - Dominique Roulet, scénariste, réalisateur et romancier français (° 27 mars 1949).

### XXIesiècle
- 2002 : Jean-Pierre Perreault, chorégraphe québécois (° 16 février 1947).
- 2004 : Carl Esmond, acteur austro-américain (° 14 juin 1902).
- 2005 : Gloria Lasso (Rosa Coscolin Figueras dite), chanteuse française d'origine espagnole (° 25 novembre 1922).
- 2006 : Joseph Ki-Zerbo, historien, essayiste et homme politique burkinabé (° 21 juin 1922).
- 2007 : 
  - Chad Butler dit « Pimp C », rappeur américain (° 29 décembre 1973).
  - Norval Morrisseau, peintre canadien (° 14 mars 1932).
  - Chip Reese, joueur de poker américain (° 28 mars 1951).
  - Patato Valdés, musicien de jazz et percussionniste cubain (° 4 novembre 1926).
- 2009 : 
  - Edward Smith « Eddie » Fatu, mieux connu sous le nom de « Umaga », catcheur américain (° 28 mars 1973).
  - Jérôme Martin, évêque français (° 10 juin 1941).
  - Jordi Solé Tura, homme politique espagnol (° 23 mai 1930).
  - Viatcheslav Tikhonov, acteur soviétique puis russe (° 8 février 1928).
  - Stephen Toulmin, philosophe britannique (° 25 mars 1922).
- 2010 :
  - Roger Boury, footballeur français (° 30 décembre 1925).
  - Jacques Lafleur, homme politique français (° 20 novembre 1932).
- 2011 : Sócrates (Sócrates Brasileiro Sampaio de Souza Vieira de Oliveira dit), footballeur brésilien (° 19 février 1954).
- 2012 : 
  - Jean Bollack, philosophe, philologue et critique français (° 15 mars 1923).
  - Besse Cooper, doyenne de l'humanité (° 26 août 1896).
- 2015 : 
  - Salvatore « Robert » Loggia, acteur et réalisateur américain (° 3 janvier 1930).
  - Hubert Coudane, professeur d'université, résistant et syndicaliste français (° 15 janvier 1924).
- 2016 : 
  - Tadeusz Chmielewski, réalisateur et scénariste polonais (° 7 juin 1927).
  - Gotlib (Marcel Gottlieb dit), auteur de bandes dessinées français (° 14 juillet 1934).
  - Jean-Loup Passek, écrivain et critique de cinéma français (° 29 juillet 1936).
- 2017 :
  - Armenak Alachachian, basketteur arménien (° 25 décembre 1930).
  - Robert Alt, bobeur suisse (° 2 janvier 1927).
  - Mitch Fadden, hockeyeur sur glace canadien (° 3 avril 1988).
  - Henning Jensen, footballeur danois (° 17 août 1949).
  - Shashi Kapoor, acteur et producteur indien (° 18 mars 1938).
  - Christine Keeler, danseuse et mannequin britannique (° 22 février 1942).
  - Manuel Marín, homme d'État espagnol (° 21 octobre 1949).
  - Jean-François Parent, ingénieur et urbaniste français (° 25 novembre 1930).
  - Gregory Rigters, footballeur surinamien (° 26 février 1985).
  - Ali Abdallah Saleh, homme d'État yéménite (° 21 mars 1947).
  - Carles Santos Ventura, musicien, pianiste et compositeur espagnol (° 1er juillet 1940).
- 2018 :
  - Maurice Cosandey, ingénieur civil suisse (° 8 février 1918).
  - Nh. Dini, écrivaine et féministe indonésienne (° 29 février 1936).
  - Selma Engel-Wijnberg, déportée de la seconde guerre mondiale et auteure de journal intime néerlandaise (° 15 mai 1922).
  - Sidy Lamine Niasse, patron de presse sénégalais (° 15 août 1950).
  - Georges Mauvois, écrivain et homme politique français (° 22 janvier 1922).
- 2019 :
  - Javier Aguirre, réalisateur espagnol (° 13 juin 1935).
  - Leonard Goldberg, producteur américain de cinéma et de télévision (° 24 janvier 1934).
  - Rosa Morena, actrice et chanteuse de flamenco espagnole (° 11 juillet 1940).
  - Margaret Morgan Lawrence, psychiatre et psychanalyste américaine (° 19 août 1914).
  - Tetsu Nakamura, médecin japonais (° 15 septembre 1946).
  - Bob Willis, joueur de cricket anglais (° 30 mai 1949).
- 2020 :
  - Ole Espersen, homme politique danois (° 20 décembre 1934).
  - Narinder Singh Kapany, physicien indo-américain (° octobre 1926).
  - William Kittredge, romancier américain (° 14 août 1932).
  - François Leterrier, réalisateur, scénariste et acteur français (° 26 mai 1929).
- 2021 : 
  - Guy Azaïs, Paul Lannoye, Xavier Ziani.
  - Pierre Rabhi.
- 2022 : 
  - Patrick Tambay, Hamadi Bousbiaâ,
  - Dominique Lapierre, Karl Merkatz.
- 2023 :
  - Juanita Castro, femme d'affaires et dissidente cubaine (° 6 mai 1933).
  - Gerald J. Comeau, sénateur canadien (° 1er février 1946).
  - James Easton, ingénieur et dirigeant sportif américain (° 26 juillet 1935).
  - Marius Frattini, joueur de rugby à XIII français (° 3 mai 1941).
  - Gaetano Giuliano, homme politique italien (° 23 juillet 1929).
  - Gabriel Godard, artiste peintre français (° 28 avril 1933).
  - Nicole Hulin, physicienne et historienne des sciences française (° 6 novembre 1935).
- 2024 :
  - Lucien Kassi-Kouadio, footballeur international ivoirien (° 12 décembre 1963).
  - Birgitte de Suède, membre de la famille royale de Suède (° 19 janvier 1937).
  - Brian Thompson, homme d'affaires américain (° 10 juillet 1974).
  - Jean-Didier Vincent, neurobiologiste et neuropsychiatre français (° 7 juin 1935).

## Célébrations

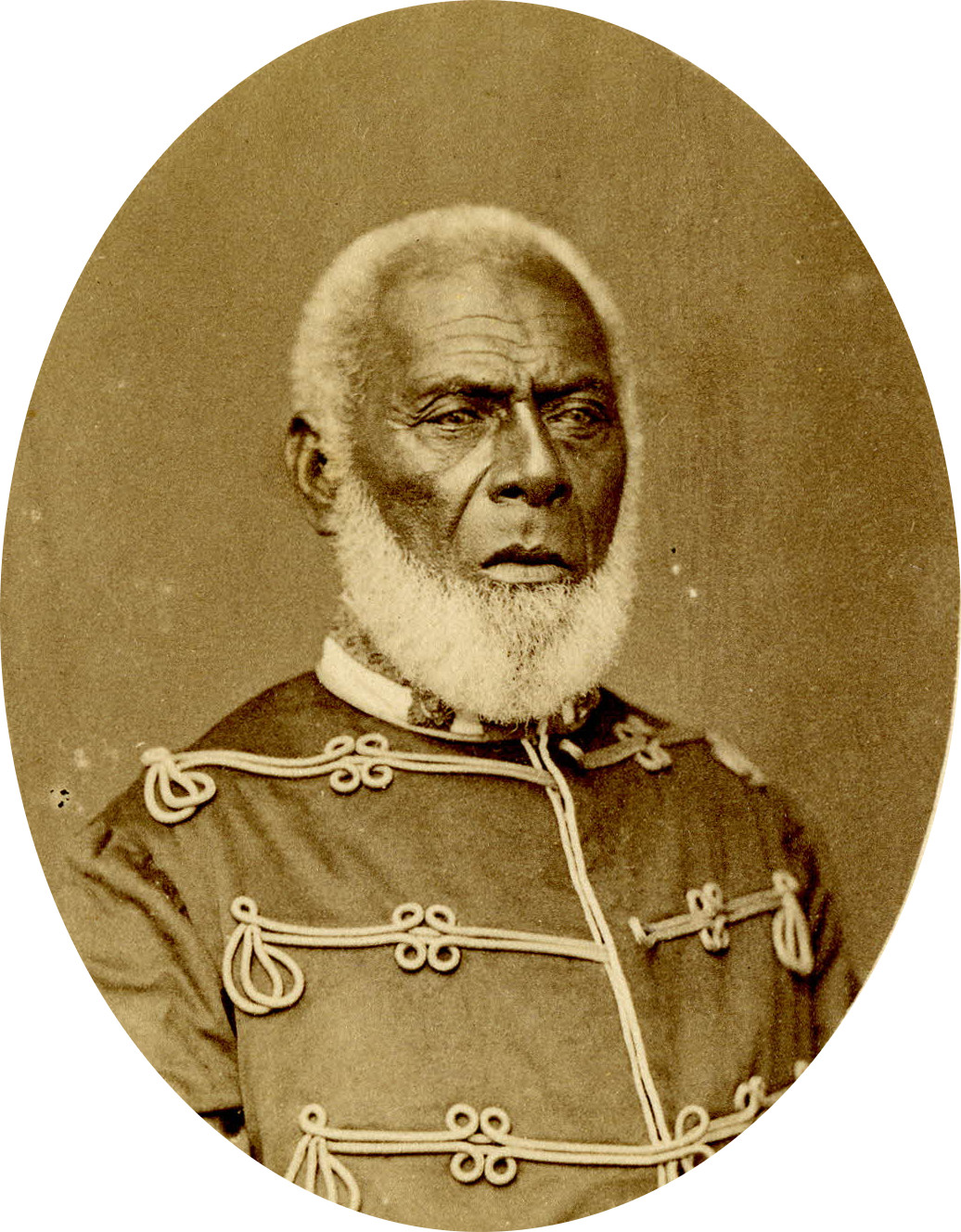
George Tupou Ier vers 1880.

- Nations unies : journée internationale des banques[6].
- Andalousie (Espagne, Union européenne) : fête nationale ou Día de la Bandera de Andalucía (es) (le lendemain du jour des langue et culture basques du fait de la San Francisco de Xavier / E(t)chever(r)i).
- Inde : Navy day ou « jour de la marine »[7].
- Pologne (UE) : Barbórka ou « jour des mineurs »[8].
- Tonga : anniversaire de la naissance de George Tupou Ier (en photographie ci-contre). (Tupou Day (en)).

### Célébrations religieuses
- Fêtes religieuses romaines : Bona Dea ou « bonne déesse » dans la Rome antique et la nuit du 3 au 4 december, à partir de la première moitié du IIIe siècle av. J.-C. et -272 (cf. sainte-Barbe voire 8 décembre pour l'Immaculée-Conception chrétienne ?).
- Christianisme : mémoire des douze (petits) prophètes avec lecture de Héb. 11, 32(-40) et de Mt. 5, 17(-24) dans le lectionnaire de Jérusalem.

### Saints des Églises chrétiennes

#### Catholiques et orthodoxes
- Ada (VIIe siècle), religieuse près de Soissons et au Mans[9].
- Barbara d'Héliopolis (IIIe siècle) — ou « Barbe » —, martyre, patronne des mineurs, des pompiers, des artilleurs, et toutes professions liées au feu et aux explosifs (cf. sainte-Barbe)[10].
- Bertoaire († 614), Abbesse.
- Clément d'Alexandrie († v. 215), patriarche, théologien.
- Cyran († vers 657), archidiacre de Tours.
- Félix de Bologne († v. 431), évêque.
- Héraclas d'Alexandrie († 247), patriarche - fêté le 14 juillet en Occident.
- Jean le Thaumaturge (VIIIe siècle), évêque et père de l'Église.
- Maruthas († 449), évêque - fêté le 6 et le 16 février en Orient.
- Melitios († 330), évêque.
- Sol († 794), Ermite.
- Théodore de Cyr († v. 450), Évêque.
- Théophane († 815), martyr.

#### Saints ou bienheureux catholiques
- Adolph Kolping († 1865), bienheureux prêtre allemand, fondateur de nombreuses associations d'aide et de soutiens aux artisans et ouvriés[11].
- Annon de Cologne († 1075), évêque[12].
- Bernard de Parme († 1133), Évêque.
- Christian († 1245), bienheureux moine cistercien.
- François Galvez († 1623), bienheureux franciscain espagnol martyr.
- Jean Calabria († 1954), prêtre italien.
- Jérôme de Angelis († 1623), bienheureux jésuite italien martyr.
- Osmond († 1099), évêque.
- Pierre de Toscane († 1289), bienheureux italien membre du Tiers-Ordre franciscain.
- Simon Yempo († 1623), bienheureux jésuite japonais martyr.

#### Saints orthodoxes
- Gennade de Novgorod († 1505), évêque.
- Séraphim de Phanarion († 1601), évêque et martyr.

## Traditions et superstitions

### Traditions
- Sainte-Barbe ou fêtes de pompiers voire d'autres métiers liés aux feux (internationalement Saint Florian des 4 mai et en France 13 aux 15 juillet des bals populaires des 14 juillet ou bals des pompiers).
- « Blés de la Sainte-Barbe » en Provence.

### Dictons
- « À la sainte-Barbe, soleil peu arde. »[13]
- « Pour la sainte-Barbe, l'âne se fait la barbe. »[14]
- « Qui est sainte-Barbe, qui est Noël ; qui est Noël, qui est l'an. »[15].

### Astrologie
- Signe du zodiaque : 12e jour du Sagittaire.

## Toponymie
- Les noms de plusieurs voies, places, sites ou édifices de pays ou régions francophones contiennent cette date sous diverses graphies : voir Quatre-Décembre .